# Ituglanis cahyensis
Ituglanis cahyensis är en fiskart som beskrevs av Sarmento-soares, Martins-pinheiro, Aranda och Chamon 2006. Ituglanis cahyensis ingår i släktet Ituglanis och familjen Trichomycteridae. Inga underarter finns listade i Catalogue of Life.